# Den Kanady

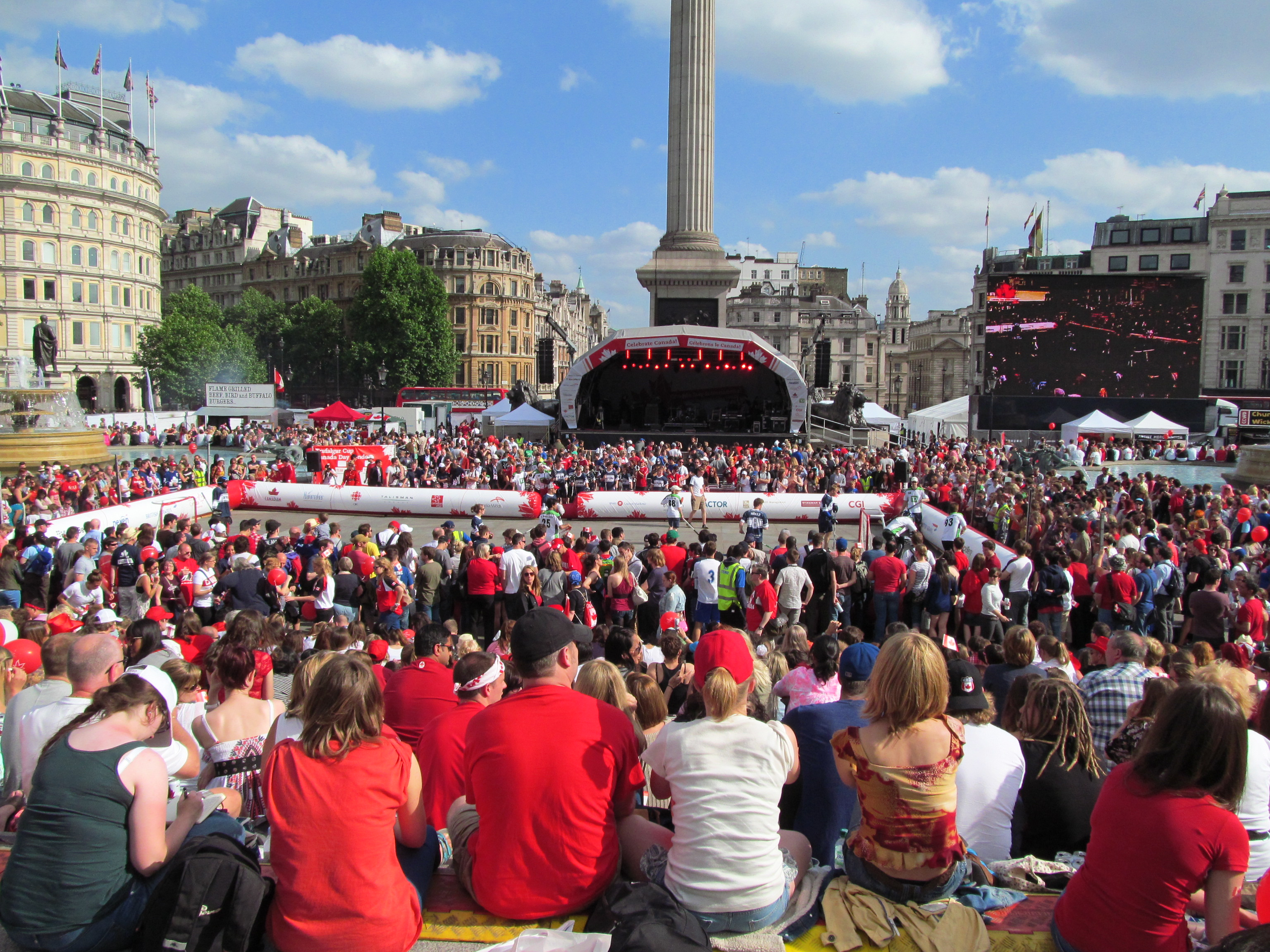
Oslavy v Londýně (2013)

Den Kanady (angl. Canada Day, do roku 1982 Dominion Day, fr. Fête du Canada) je kanadský národní svátek slavený ve všech provinciích Kanady 1. července u příležitosti výročí ustavení federálního dominia Kanadská konfederace v roce 1867. Do roku 1982 byl jeho oficiální název Den Dominia. Slaven je nejen v samotné Kanadě, ale i v zahraničních kanadských komunitách.